# Espostoa superba
Espostoa superba är en kaktusväxtart som beskrevs av Friedrich Ritter. Espostoa superba ingår i släktet Espostoa och familjen kaktusväxter. Inga underarter finns listade i Catalogue of Life.